# Arturo Tizzano
Arturo Tizzano (1895 – Napoli, 10 ottobre 1932) è stato un calciatore italiano, di ruolo difensore.

## Biografia
Fu tra i primi calciatori del football partenopeo, insieme ai vari Laddomada, Romanella, Penco, Postiglione e Garozzo.

Morì a causa di un attacco di appendicite, a 37 anni.

## Carriera
Iniziò a giocare tra le file del Vomero in Terza Categoria. L'anno successivo giocò nel campionato di Promozione con la casacca del Puteoli Sporting Club dove ottenne due gettoni di presenza. Successivamente passò al Savoia di Torre Annunziata, dove per la sospensione dei campionati, dovuta all'entrata in guerra dell'Italia, disputò la Coppa Internazionale nel 1916. Con la ripresa dei campionati venne tesserato dal Naples, disputando due campionati in Prima Categoria per un totale di 7 presenze. Nel 1921 passa all'Internazionale Napoli, sempre in prima Categoria, dove collezionò ulteriori 11 presenze segnando l'unico gol in carriera contro la Salernitana il 6 novembre. Nel nuovo sodalizio dell'Internaples, collezionò le ultime tre presenze in massima serie, contro Savoia, Lazio e Libertas Palermo.

Chiuse la carriera con il club che l'aveva lanciato, il Vomero.

## Statistiche

### Presenze e reti nei club
Statistiche aggiornate al 10 giugno 1923.
| Stagione        | Squadra               | Campionato      | Campionato | Campionato | Coppe nazionali | Coppe nazionali | Coppe nazionali | Altre coppe | Altre coppe | Altre coppe | Totale | Totale |
| Stagione        | Squadra               | Comp            | Pres       | Reti       | Comp            | Pres            | Reti            | Comp        | Pres        | Reti        | Pres   | Reti   |
| --------------- | --------------------- | --------------- | ---------- | ---------- | --------------- | --------------- | --------------- | ----------- | ----------- | ----------- | ------ | ------ |
| 1913-1914       | Vomero                | TC              | 1+         | ?          |                 |                 |                 |             |             |             | 1+     | ?      |
| 1914-1915       | Puteoli               | PR              | 2+         | 0+         |                 |                 |                 |             |             |             | 2+     | 0+     |
| 1915-1916       | Savoia                |                 | -          | -          |                 |                 |                 | CIN         | 1+          | 0+          | 1+     | 0+     |
| 1919-1920       | Naples                | PC              | 6          | 0          |                 |                 |                 | CR          | 1+          | 0+          | 7+     | 0+     |
| 1920-1921       | Naples                | PC              | 1          | 0          |                 |                 |                 |             |             |             | 1      | 0      |
| Totale Naples   | Totale Naples         | Totale Naples   | 7+         | 0+         |                 |                 |                 |             | 1+          | 0+          | 8+     | 0+     |
| 1921-1922       | Internazionale Napoli | PD              | 11         | 1          |                 |                 |                 |             |             |             | 11     | 1      |
| 1922-1923       | Internaples           | PD              | 3          | 0          |                 |                 |                 |             |             |             | 3      | 0      |
| 192?-192?       | Vomero                |                 | ?          | ?          |                 |                 |                 |             |             |             | ?      | ?      |
| Totale Carriera | Totale Carriera       | Totale Carriera | 24+        | 1+         |                 |                 |                 |             | 2+          | 0+          | 26+    | 1+     |